# Križevce
Križevce (mađ. Drávakeresztúr) je selo na krajnjem jugu Republike Mađarske.
Zauzima površinu od 12,97 km četvornih.

## Zemljopisni položaj
Nalazi se na 45° 52' 55" sjeverne zemljopisne širine i 17° 54' 7" istočne zemljopisne dužine, 1 km sjeveroistočno od Drave i granice s Hrvatskom. Najbliže naselje u RH je Sopje, 2,5 km jugozapadno. Martince su 3 km sjeverozapadno, Markovce su 1,5 km, a Fokrta je 3,5 km sjeverno, Bogdašin je 3,5 km sjeverno-sjeveroistočno, kotarsko sjedište Šeljin je 7 km sjeveroistočno, Ivanidba je 3,5 km istočno-sjeveroistočno, Starin je 3,5 km istočno-jugoistočno. Od naselja u RH, Gornje Predrijevo je 4 km jugoistočno, Sopjanska Greda je 2,5 km južno, a Kapinci su 5 km jugozapadno.

## Upravna organizacija
Upravno pripada Šeljinskoj mikroregiji u Baranjskoj županiji. Poštanski broj je 7967. 
Današnje Križevce su se upravno proširile 1978. godine, kada su u svoj sastav dobile i selo Drvljance (mađ. Révfalu).

## Stanovništvo
Križevce imaju 163 stanovnika (2001.). Hrvati su većina. Čine 68,9% stanovnika te u selu imaju manjinsku samoupravu. U selu su stanovnici i Mađari, zatim Romi, kojih je preko 6%, a Poljaka je blizu 2%. 95,7% stanovnika su rimokatolici, a 2,5% je kalvinista.

## Vanjske poveznice
- Križevce[neaktivna poveznica] na fallingrain.com